# Xiao Wen Ju
Xiao Wen Ju (19 de mayo de 1989) es una modelo china. Fue la primera modelo de ascendencia china en ser el rostro de Marc Jacobs.

## Carrera
Empezó su carrera en el modelaje en 2010 después de firmar con IMG Models.
Después de llamar la atención por su portada en Harper's Bazaar China mayo de 2010, la cual se centraba en modelos chinas, Ju debutó en Nueva York en la temporada de otoño. En 2011 desfiló para Shiatzy Chen, 3.1 Phillip Lim, Calvin Klein Jeans, DKNY, Emanuel Ungaro, Hermès, Louis Vuitton, Prada, Rochas y Thierry Mugler, entre otros. En adición, fue seleccionada para la campaña de Lane Crawford, junto a otras modelos chinas como Ming Xi y Shu Pei.
En 2012 desfiló para 3.1 Phillip Lim, DKNY, DSquared², Hermès, Jill Stuart, Jonathan Saunders, Louis Vuitton, Marc Jacobs, Moschino Cheap & Chic y Tory Burch.  Ha hecho campañas para Adidas, Dior, Kenzo, Lane Crawford y Marc Jacobs. Ha aparecido en la portada de Vogue China y Numéro China (dos veces). En la Semana de la Moda de Tibi 2012 desfiló por la pasarela en la dirección equivocada. En 2015 apareció en la portada de Vogue Italia.
En 2012 fue posicionada #22 en la lista de models.com, Top 50 female models.
En 2015 se quedó con la sexta posición en la lista de Arogundade de las 10 mejores modelos asiáticas.
Desfiló en el Victoria's Secret Fashion Show 2016 convirtiéndose en la quinta china en hacerlo después de Liu Wen, Sui He, Shu Pei, y Ming Xi.
En 2017, apareció en la lista de models.com de Iconos de la Industria; reservado a modelos con gran influencia.